# 大洲村 (新潟県)
大洲村（おおすむら）は、かつて新潟県刈羽郡にあった村。

## 沿革
- 1889年（明治22年）4月1日 - 町村制施行に伴い刈羽郡大久保村、中浜村が合併し、大洲村が発足。
- 1924年（大正13年）8月10日 - 刈羽郡柏崎町に編入され消滅。